# カンポフェリーチェ・ディ・フィターリア
カンポフェリーチェ・ディ・フィターリア（イタリア語: Campofelice di Fitalia）は、イタリア共和国シチリア自治州パレルモ県にある、人口約500人の基礎自治体（コムーネ）。

## 地理

### 位置・広がり
パレルモ県のコムーネ。県都パレルモから南南東へ34kmの距離にある。

#### 隣接コムーネ
隣接するコムーネは以下の通り。
- チミンナ
- コルレオーネ
- メッツォイウーゾ
- プリッツィ
- ヴィーカリ